# Noni
De noni of Indische moerbei (Morinda citrifolia) is een plant uit de sterbladigenfamilie (Rubiaceae). 
Het is een struik of tot 6 m hoge groenblijvende, diepvertakte boom met vierkantige takken. De kruiswijs tegenoverstaande 30 × 15 cm grote bladeren zijn zacht, gaafrandig, eirond en toegespitst. De bladeren zijn aan de bovenkant donkergroen en glanzend en aan de onderzijde lichter groen. De bladsteel is ongeveer 1,2 cm lang. De witte bloemen staan dicht opeen in eindstandige bloeiwijzen.
De tot 15 cm grote vruchtverbanden zijn eivormig of ovaal en meestal niet gelijkmatig ontwikkeld. De dunne, rijp bleekgroene of roomwitte schil is onregelmatig gesegmenteerd; ieder segment was ooit een bloem en draagt een grote, bruinachtige navel, de vergrote ring van de bloemkelk. Ook binnen blijven de vergroeide vruchtbeginselen herkenbaar. Ze omvatten elk een glanzend bruin circa 8 mm groot zaad. De zaden zijn omgeven door zacht, glazig-wit vruchtvlees, dat weinig smakelijk is en onaangenaam naar kaas ruikt.
De vruchten worden in Azië rauw gegeten. De schors en wortels bevatten een rode kleurstof en verhitte of verwelkte bladeren worden als pijnstiller voor uitwendig gebruik toegepast. Er zijn velen die geloven in de kracht van noni om kanker e.d. te genezen. De noni wordt ook veel als sierplant toegepast.
De plant wordt wereldwijd verbouwd in tropische gebieden. De soort gedijt vooral goed in vochtig, heet laagland en dan met name in kustregio's.